# Alexander Aitken
Alexander (Alec) Craig Aitken (Dunedin, 1º aprile 1895 – Edimburgo, 3 novembre 1967) è stato un matematico e statistico neozelandese, fra i maggiori del suo paese.

## Biografia
Studiò alla Otago Boys' High School di Dunedin (1908-1913) e vinse la borsa di studio Thomas Baker Calculus Scholarship nell'ultimo anno. Partecipò alla prima guerra mondiale nel contingente neozelandese, combattendo a Gallipoli, in Egitto e sul fronte occidentale europeo. Fu ferito nella battaglia della Somme.
Ottenne un MA all'università di Otago nel 1920, poi fu preside della Otago Boys' High School dal 1920 al 1923. In seguito si trasferì in Scozia, dove ottenne un Ph.D. all'Università di Edimburgo nel 1926. La sua tesi Smoothing of Data gli meritò il titolo di Doctor of Science.
Aitken trascorse l'intera carriera all'università di Edimburgo come insegnante di matematica attuariale e statistica (1925-1936), docente di statistica (1936-1946) e Professore incaricato di matematica (1946-1965).
Durante la seconda guerra mondiale fece parte del gruppo della Hut 6 di Bletchley Park incaricato di decifrare il codice Enigma.
Fu ammesso alla Royal Society nel 1936 per i suoi contributi alla statistica, all'algebra lineare e all'analisi numerica.

## Calcolatore prodigio
Aitken è stato anche un formidabile calcolatore prodigio, uno dei maggiori di cui si abbiano prove certe.
In alcune prove in Gran Bretagna negli anni '20 gli fu chiesto di moltiplicare 987 654 321 per 123 456 789 e impiegò trenta secondi per dare la risposta esatta: 121 932 631 112 635 260.
Era particolarmente abile nel dare l'espressione decimale di frazioni. Gli fu chiesto di rendere in decimali la frazione 4/47 e dopo pochi secondi egli rispose: “Punto  08510638297872340425531914 – ed è tutto quello che posso fare.”

## Scritti
- The Theory of Canonical Matrices. 1932, coautore Herbert Turnbull
- "On Least Squares and Linear Combinations of Observations", Proceedings of the Royal Society of Edinburgh,1935.
- Determinants and Matrices. 1939
  - trad. it.: Determinanti e matrici, Collana Poliedro, Edizioni Cremonese, 1967.
- Statistical Mathematics. 1939.
- "On the Estimation of Statistical Parameters", Proceedings of the Royal Society of Edinburgh, 1942, coautore H. Silverstone.
- The case against decimalisation. 1962.
- Gallipoli to the Somme: Recollections of a New Zealand infantryman. 1963